# Заяцька
Заяцька (рос. Заяцкая) — присілок у Подпорозькому районі Ленінградської області Російської Федерації.
Населення становить 14 осіб. Належить до муніципального утворення Вінницьке сільське поселення.

## Історія
Згідно із законом від 1 вересня 2004 року № 51-оз належить до муніципального утворення Вінницьке сільське поселення.

## Населення
| 2007 | 2010 |
| ---- | ---- |
| 11   | ↗14  |